# Cyril Gallay
Cyril Gallay, ps. Strýčko Gallay (ur. 13 marca 1857 w Ratkovej, zm. 18 marca 1913 w Senicy) – słowacki poeta, tłumacz i pedagog.